# Lucien Hardy
Lucien Hardy ist ein theoretischer Physiker, der für seine Arbeit auf dem Feld der Quantenphysik bekannt wurde, unter anderem durch das Hardy-Paradoxon, ein Gedankenexperiment, das er 1992 erdachte.
In seiner Laufbahn forschte und unterrichtete er an verschiedenen Universitäten in Europa. 1992 wurde er Dozent für mathematische Physik am Maynooth College der National University of Ireland, später Post-Doktorand an der Universität Innsbruck in Österreich, Dozent für mathematische Wissenschaften an der University of Durham und hatte die Position eines Post-Doktoranden an der Universität La Sapienza in Rom inne.
Ab 1997 war er fünf Jahre lang Post-Doktorand an der University of Oxford.
Hardy schloss sich der University of Waterloo an, wo er im Perimeter Institute for Theoretical Physics arbeitet.